# Liolaemus petrophilus
Liolaemus petrophilus — вид ігуаноподібних ящірок родини Liolaemidae. Ендемік Аргентини.

## Поширення і екологія
Liolaemus petrophilus мешкають на плато Сомункура в аргентинських провінціях Чубут і Ріо-Негро, на південь до озера Колуе-Уапі. Вони живуть в патагонських степах, серед скель. Зустрічаються на висоті від 350 до 1400 м над рівнем моря.